# حق رأی زنان در نیوزیلند

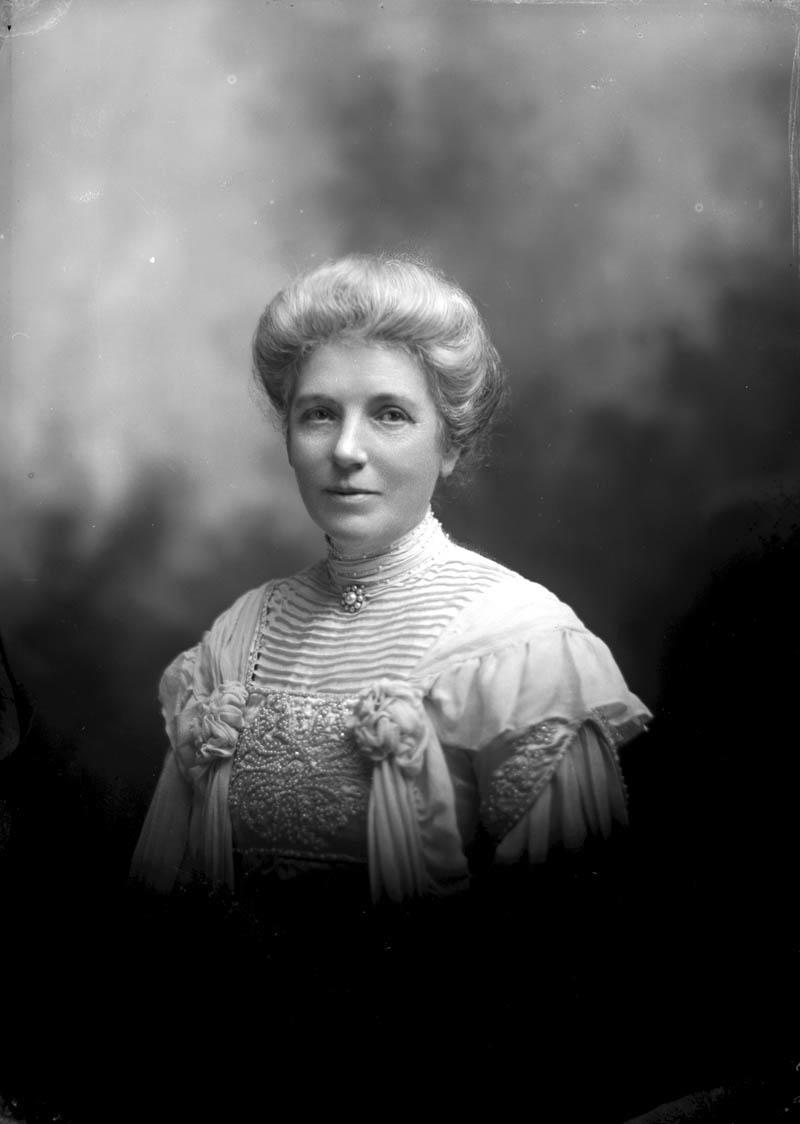
کیت شیپارد یکی از برجسته‌ترین اعضای جنبش رأی‌گیری زنان نیوزیلند بود

حق رأی زنان در نیوزیلند (انگلیسی: Women's suffrage in New Zealand) در اواخر قرن نوزدهم یک مسئله مهم سیاسی بود. در ابتدای استعمار نیوزیلند توسط بریتانیا، همانند سایر جوامع اروپایی، زنان از هرگونه دخالت در سیاست محروم بودند. با این حال، در نیمه دوم قرن نوزدهم، افکار عمومی شروع به تغییر کرد و بعد از سال‌ها تلاش بر سر انتخابات تحت رهبری کیت شپپارد، نیوزیلند اولین کلنی خودگردان در جهان بود که در آن همه زنان حق داشتند در انتخابات پارلمانی رای بدهند.
در ۱۹ سپتامبر ۱۸۹۳ لایحه انتخاباتی فرماندار حق رأی زنان را به آنها اعطا کرد. زنان برای اولین بار در انتخابات ۲۸ نوامبر ۱۸۹۳ رای دادند. در سال ۱۸۹۳، الیزابت ییتس شهردار شهر وان هونگا شد، این اولین بار بود که چنین پستی در امپراتوری بریتانیا به یک زن داده می‌شد.

## مبارزه برای حق رای

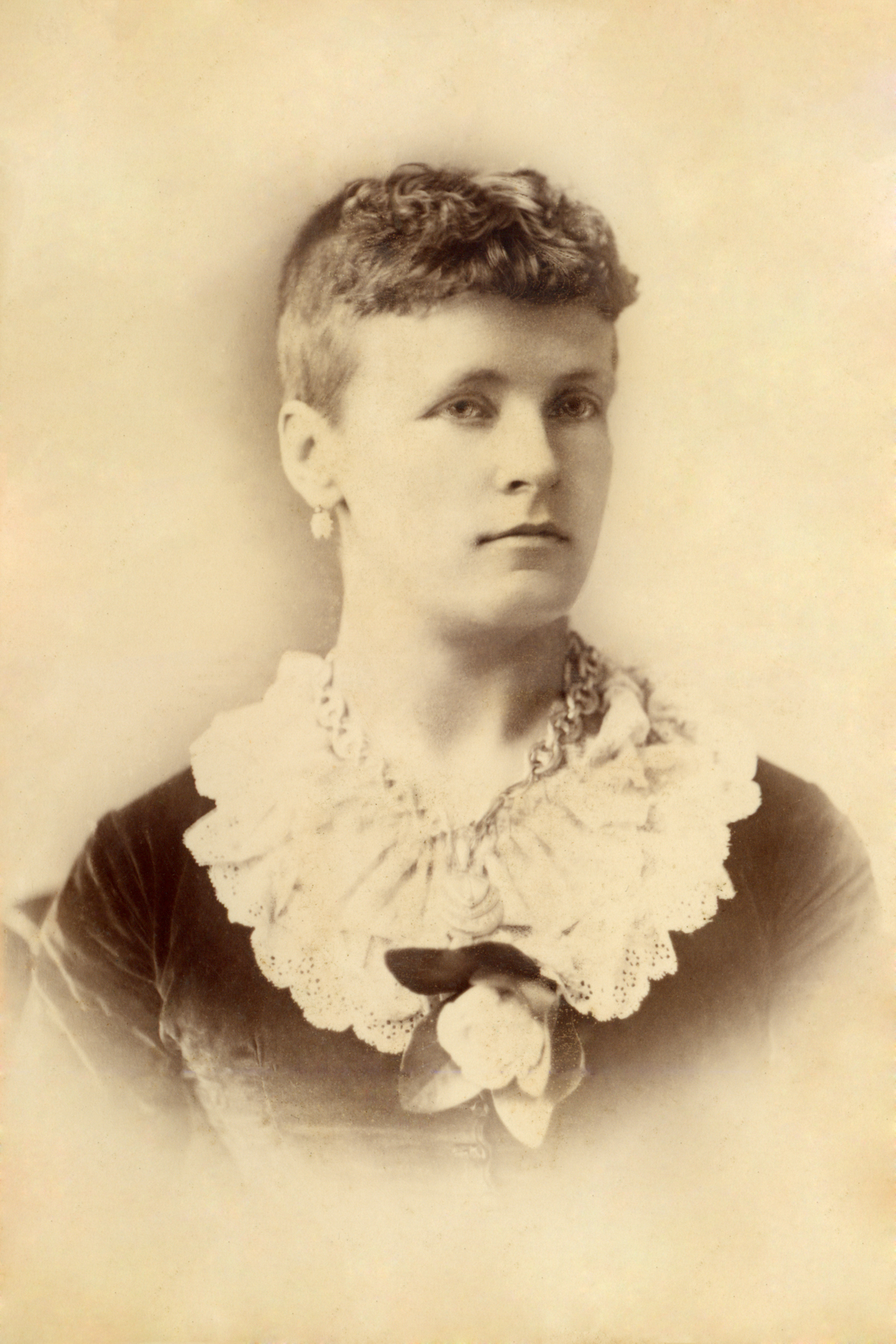
پرتره یک مجلسی ناشناخته حدود ۱۸۸۰ میلادی. پرستار یک کاملیا سفید دارد و موهایش را کوتاه کرده‌است، هر دو نماد حمایت از پیشرفت حقوق زنان است.

### نظریه‌ها
حق رأی زنان پس از دو دهه مبارزه در سراسر نیوزیلند، توسط زنانی مانند کیت شیپارد و مری آن مولر بدست آمد. شاخه نیوزیلند اتحادیه زنان مسیحی تحت رهبری آن وارد در مبارزات انتخاباتی نقش مهمی داشت. این جنبش تحت تأثیر شاخه آمریکایی جنبش دموکرات مسیحی زنان و فلسفه متفکرانی مانند هریت تیلور و جان استوارت میل، عقیده داشت که زنان می‌توانند اخلاق را به سیاست‌های دموکراتیک اضافه کنند؛ ولی مخالفان استدلال می‌کردند که سیاست در خارج از «حوزه طبیعی» زنان یعنی خانه و خانواده قرار دارد. طرفداران حق رای زنان بر این نظر بودند که اجازه دادن به شرکت زنان در انتخابات باعث تشویق سیاست‌هایی می‌شود که خانواده‌ها را حفاظت می‌کند و رشد می‌دهد.

### تلاش‌ها از ۱۸۸۷
از سال ۱۸۸۷، تلاش‌های مختلفی شد تا لایحه‌هایی که امکان رأی دادن به زنان را فراهم می‌کرد تصویب شود. این تلاش‌ها، اولین بار توسط جولیوس وگل، هشتمین نخست‌وزیر نیوزیلند انجام گرفت. هر لایحه به تصویب شدن نزدیک می‌شد، چندین لایحه انتخاباتی که به زنان بالغ حق رای دادن می‌داد، در مجلس نمایندگان مطرح می‌شد، اما در شورای عالی قانونگذاری شکست می‌خورد.

### ۱۸۹۱ تا ۱۸۹۳
در سال ۱۸۹۱ کنشگران حق رای زنان مجموعه‌ای از طومارها و بیش از ۹۰۰۰ امضا به پارلمان ارائه کردند. در سال ۱۸۹۲ بیست هزار امضا و در سال ۱۸۹۳ نزدیک به ۳۲ هزار امضا جمع‌آوری و به پارلمان ارائه شد. این رقم نزدیک به یک چهارم زنان بالغ اروپایی در نیوزیلند بود.

### ۱۹۸۳
تا سال ۱۸۹۳، حمایت مردمی از حق رأی زنان وجود داشت. در این سال لایحه حق رأی زنان به پارلمان و یک لایحه جدید توسط اکثریت قاطع اعضا به مجلس نمایندگان ارائه شد.
لابی گران صنعت مشروبات الکلی، نگران آن بودند که زنان الکل را ممنوع کنند. آنها از مجلس نمایندگان خواستند این لایحه را رد کند. طرفداران حق رای زنان با تجمعات و تلگراف‌های جمعی به اعضای پارلمان پاسخ دادند. مجلس اعلی بر این موضوع تقسیم شد و نخست‌وزیر ریچارد سدون، امیدوار بود که این لایحه را متوقف کند.

## روزنه‌های امید

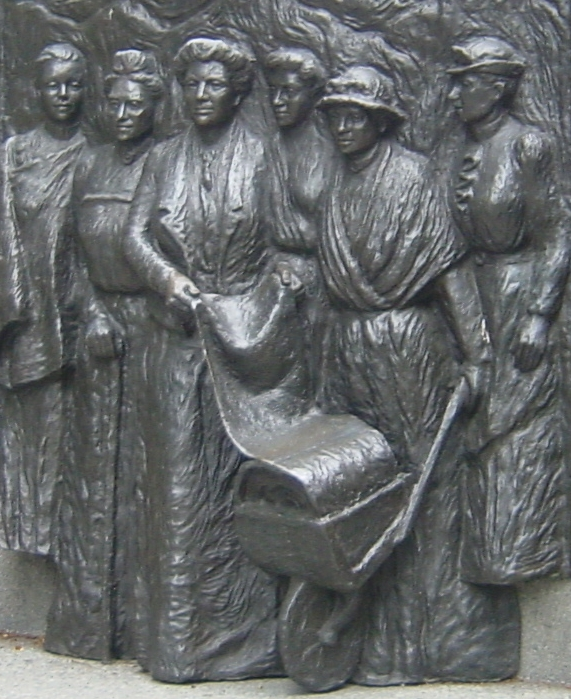
مجسمه‌های ادای احترام در یادبود ملی کیت شیپارد، کریستوفر.

### انتخاب در سمت‌های مختلف
در سال ۱۸۹۳، الیزابت ییتس اولین زن در امپراتوری بریتانیا بود که شهردار شد. زنان تا سال ۱۹۱۹، مجاز به انتخاب شدن در مجلس نمایندگان نبودند. الیزابت مک کومبز اولین زنی بود که در انتخابات سال ۱۹۳۳ به پیروزی رسید. در سال ۱۹۳۸ کاترین استیوارت و در سال ۱۹۴۱ مری دره ور، در سال ۱۹۴۲ مری گریگ و در سال ۱۹۴۳ مابل هاوارد و در سال ۱۹۴۹ ایریاکا رانتا نا در این انتخابات پیروز شدند.

### انتخاب در شورای قانونگذاری
زنان تا سال ۱۹۴۱ واجد شرایط نبودند که در شورای قانونگذاری نیوزیلند منصوب شوند. در سال ۱۹۴۶ دو زن بنام‌های مری دره ور و مری آندرسن توسط دولت به این مقام منصوب شدند در سال ۱۹۹۷ این دو زن به عنوان اولین زنان معاون نخست‌وزیر برگزیده شدند و در سال ۱۹۹۹ هلن کلارک بعنوان اولین نخست‌وزیر زن در زلاند نو انتخاب شد.

### مدال پادشاهی
در اول ژوئیه ۱۹۹۳ ملکه به ۵۴۶ فرد منتخب به خاطر مشارکت در به رسمیت شناخته شدن حقوق زنان در نیوزیلند مدال پادشاهی نیوزیلند را اهدا کرد.

## نگارخانه

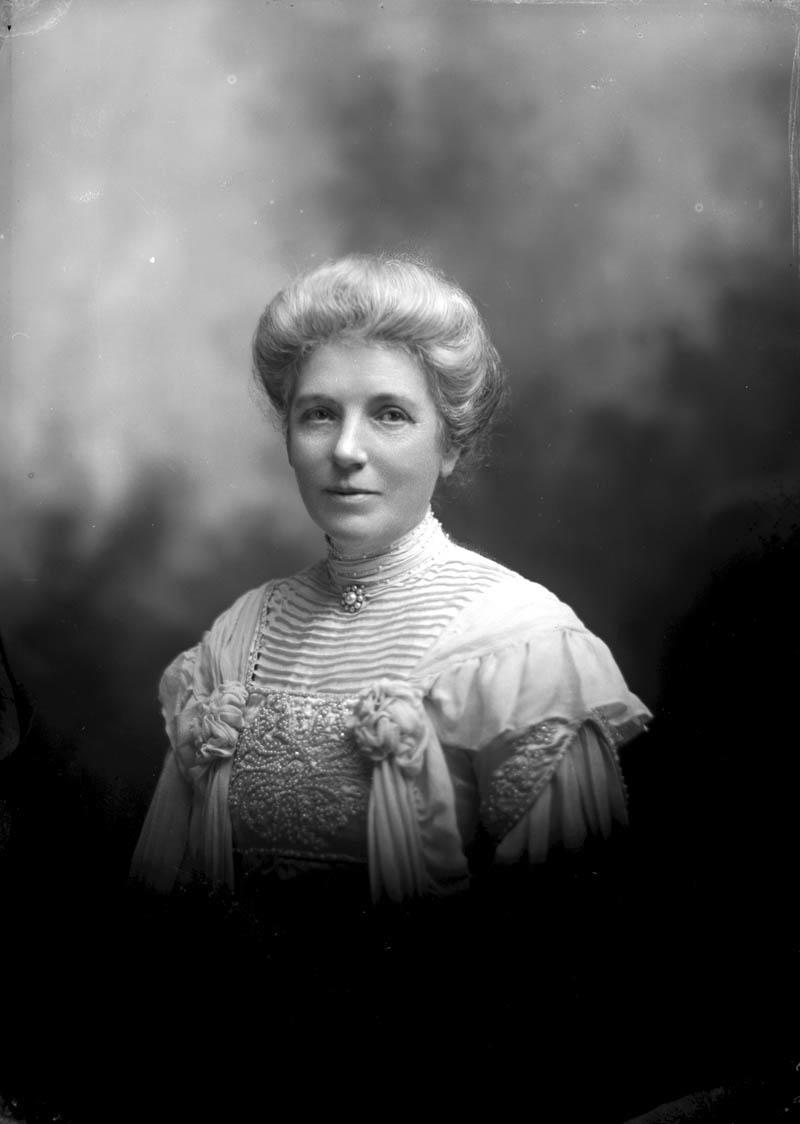
کیت شیپارد، یکی از برجسته‌ترین اعضای جنبش رأی‌گیری زنان نیوزیلند.
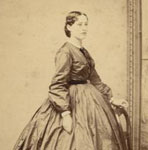
سوفیا تایلور، یک رهبر قهرمان از شمال .
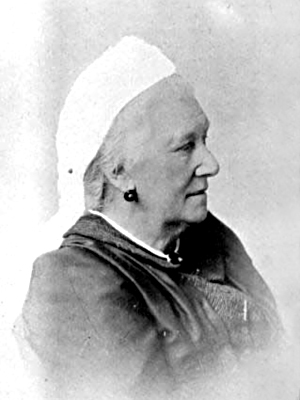
ماری ان مولر، یک مبارز پیشگام برای حق رای زنان.
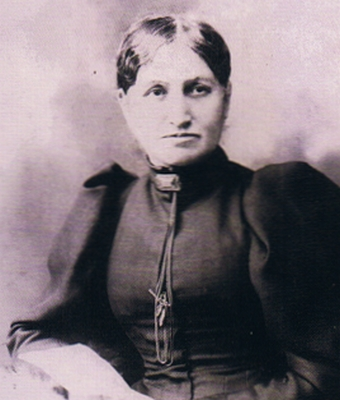
الیزابت ییتس، اولین شهردار زن در امپراتوری بریتانیا در سال ۱۸۹۳ و دومین در جهان.
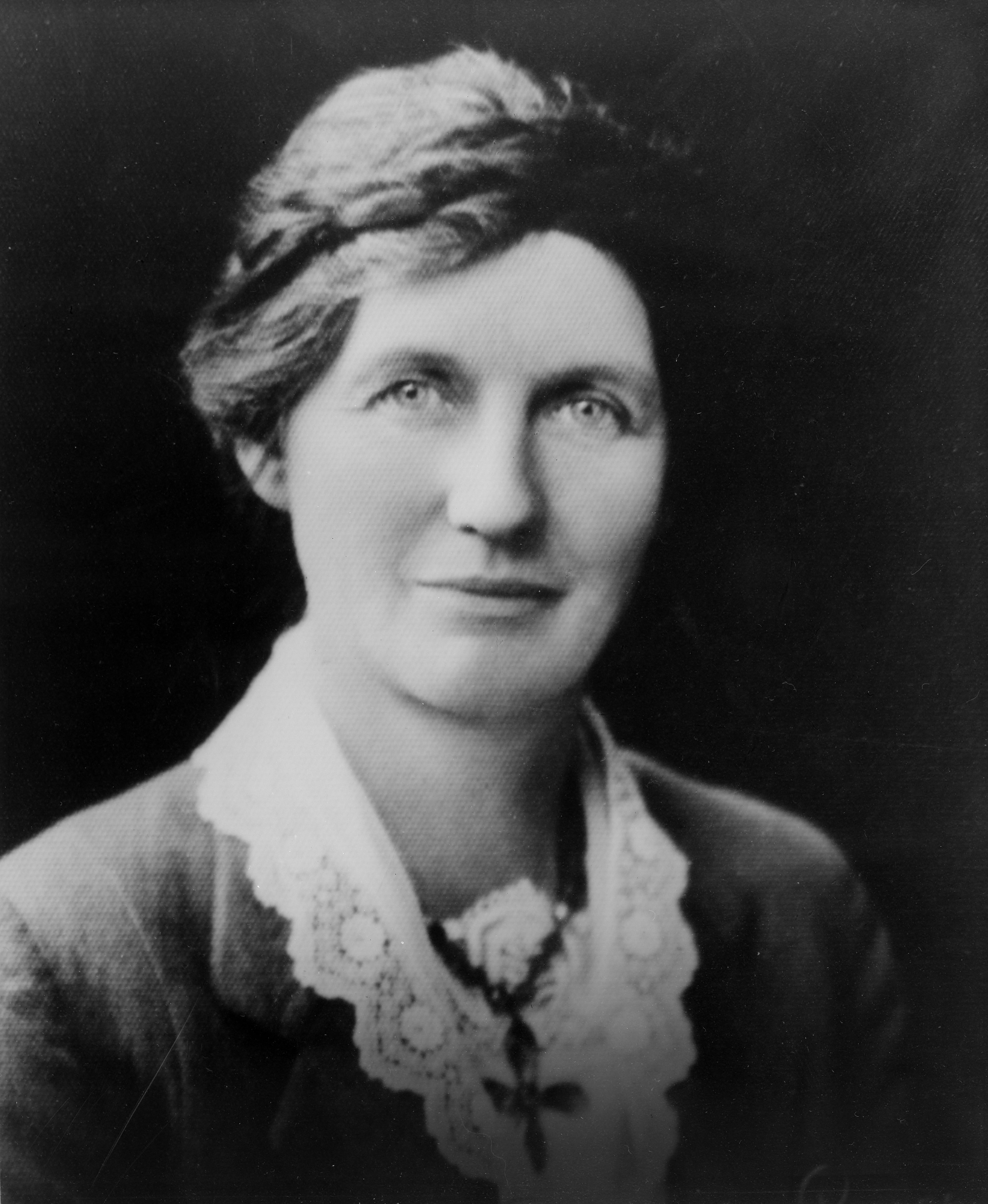
الیزابت مک کومبز اولین زن مؤسسه، برنده انتخابات در سال ۱۹۳۳ .
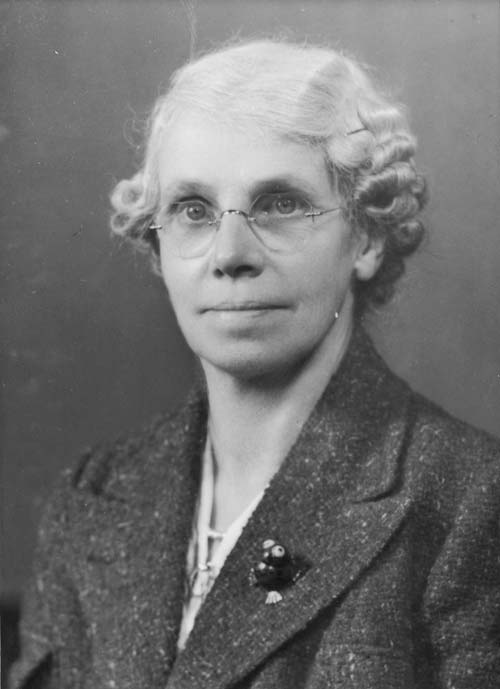
کاترین استوارت، دومین زن مؤسسه، اولین بار در انتخابات عمومی (۱۹۳۸) انتخاب شد.
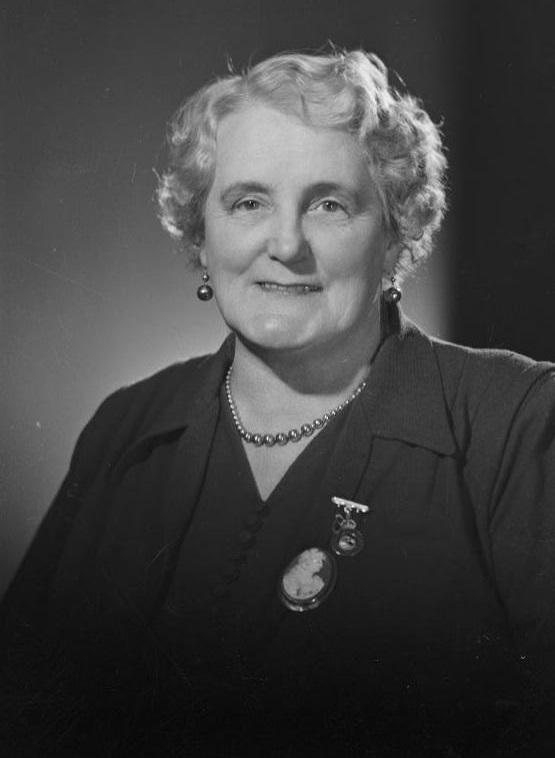
مری دره ور، اولین زن در شورای قانونگذاری نیوزلند، سومین زن مؤسسه (۱۹۴۱).
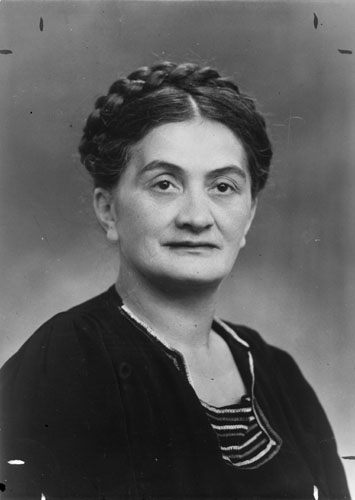
اریاکا راتانا، نخستین زن موسسه از موری (۱۹۴۹).
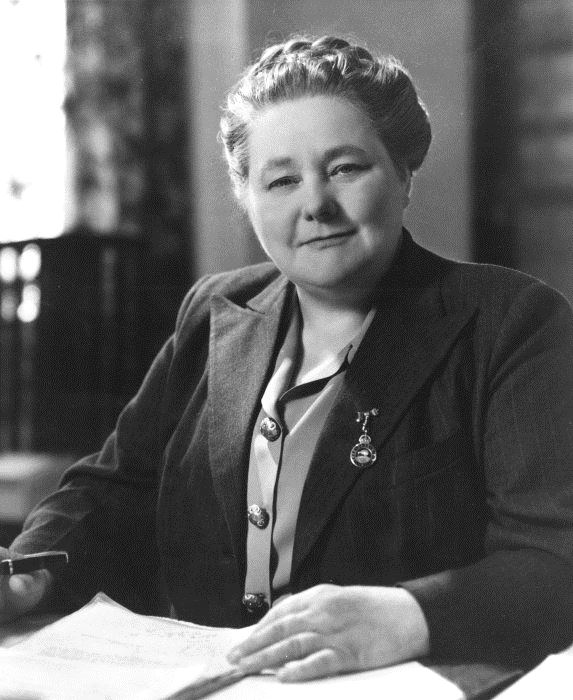
مابل هاوارد، اولین وزیر کابینه زن در کشورهای مشترک‌المنافع در ۱۹۴۷ .
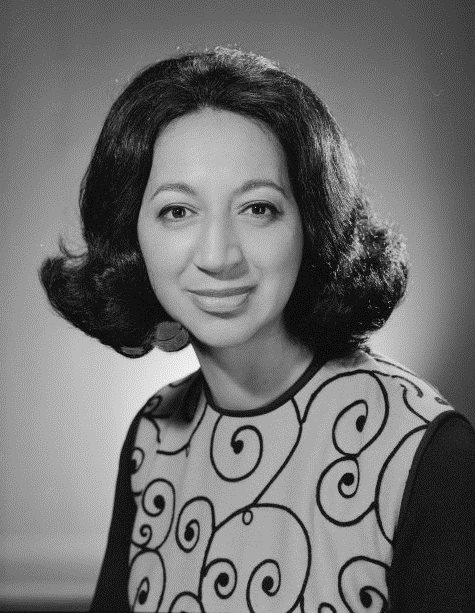
وتل تیرکاتن سولیوان طولانی‌ترین مامور زن موسسه در نیوزیلند، ۲۹ سال(۱۹۶۷-۱۹۹۶ ).
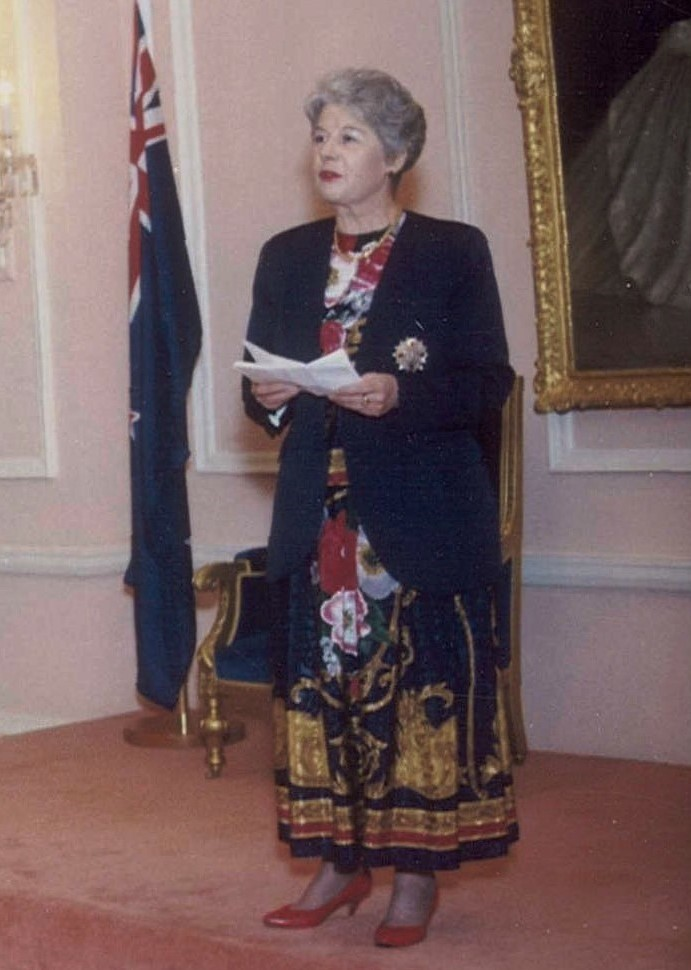
کاترین تیزارد، نخستین زن به عنوان فرماندار نیوزیلند (۱۹۹۰-۱۹۹۶).
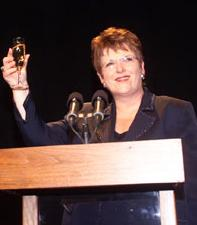
جنی شیلی، نخست نخست وزیر زن (۱۹۹۷–۹۹).
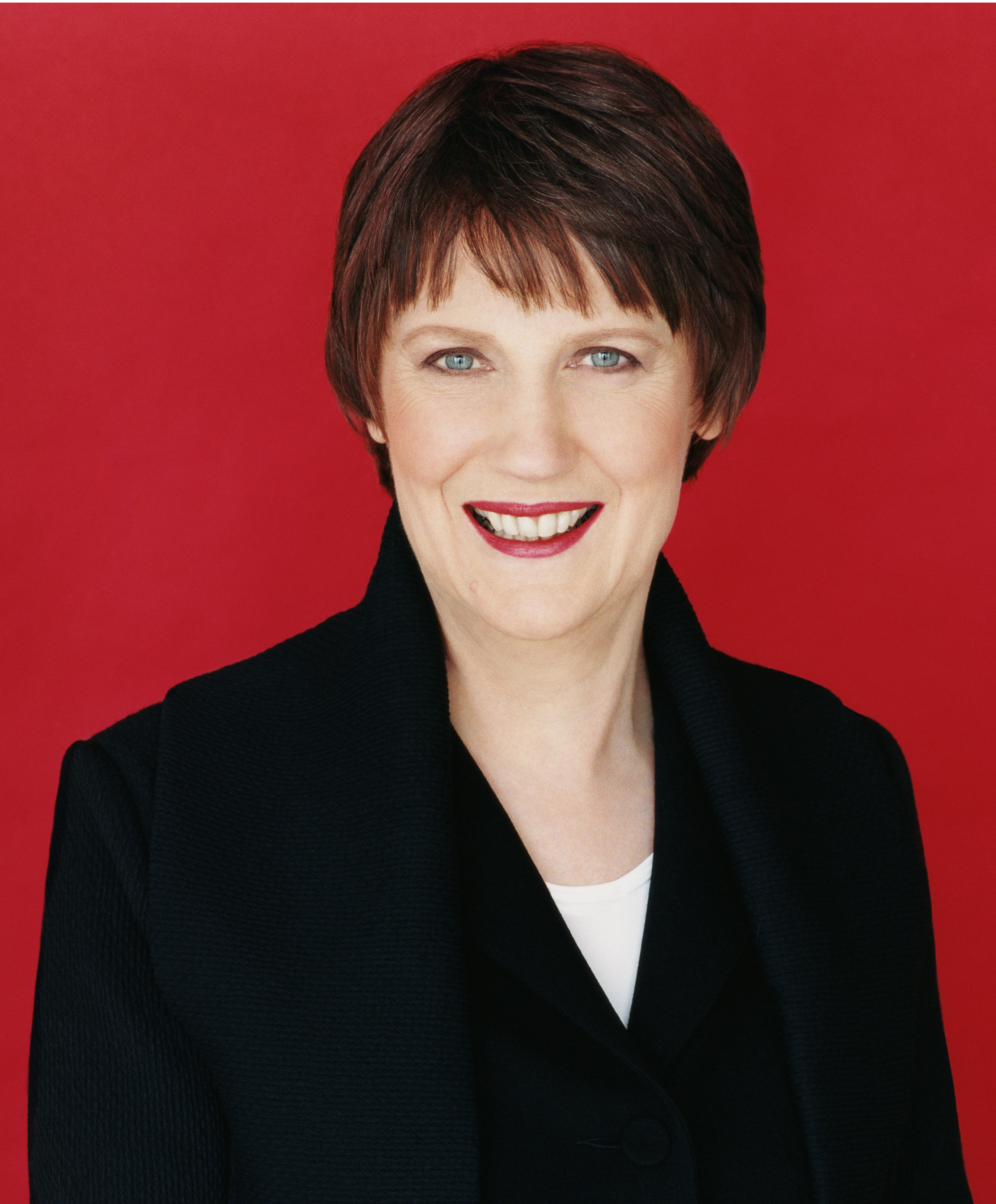
هلن کلارک، دومین نخست وزیر زن (۱۹۹۹-۲۰۰۸)، برای اولین بار دو دوره انتخاب شد. اولین معاون نخست وزیر زن (۱۹۸۹).